# Vid min faders grav
Vid min faders grav är en singel-CD av Orup från 1993. Den gick också in på Svensktoppen .

## Spår
- 1. Vid min faders grav
- 2. Vid min faders grav (Trumlös)

## Mer info
Inspelad av Jan Ugand och Jan Hansson på Atlantis studio, Stockholm

Mixad av Kaj Erixon på B3B studios, Stockholm

ISBN:4509-94051-2

## Listplaceringar
| Lista (1993) | Topplacering |
| ------------ | ------------ |
| Sverige      | 17           |

### Fotnoter
1. ↑  Svensktoppen - 1993
2. ↑  Swedishcharts - Vid min faders grav på den svenska singellistan